# 94
Het jaar 94 is het 94e jaar in de 1e eeuw volgens de christelijke jaartelling.

## Gebeurtenissen

### Romeinse Rijk
- Keizer Domitianus herbouwt op het Forum Romanum de Curia Julia, de vergaderplaats van de Senaat die tijdens de Grote brand van Rome werd verwoest.
- Publius Papinius Statius, Romeins dichter, krijgt last van zijn gezondheid en trekt zich terug op zijn landgoed in Napels.
- Flavius Josephus schrijft zijn Antiquitates Judaicae

### China
- Ban Chao vertrekt met een Chinees expeditieleger (ca. 70.000 man) naar het Tarimbekken en herovert de stad Kashgar bij het Pamirgebergte (Centraal-Azië).
- Ban Chao sticht in de Taklamakanwoestijn bij de oase van Tarim, een keten van versterkte forten om de kameelkaravanen van de Zijderoute te beschermen.

## Geboren
- Han Andi, keizer van het Chinese Keizerrijk (overleden 125)